# Sedum fragrans
Sedum fragrans là một loài thực vật có hoa trong họ Crassulaceae. Loài này được 't Hart miêu tả khoa học đầu tiên năm 1983.